# Las Flores, San Juan Evangelista
Las Flores är en ort i Mexiko.   Den ligger i kommunen San Juan Evangelista och delstaten Veracruz, i den sydöstra delen av landet, 500 km öster om huvudstaden Mexico City. Las Flores ligger 59 meter över havet och antalet invånare är 279.
Terrängen runt Las Flores är platt. Runt Las Flores är det glesbefolkat, med 10 invånare per kvadratkilometer. Närmaste större samhälle är Sayula de Alemán, 19,0 km nordost om Las Flores. Omgivningarna runt Las Flores är en mosaik av jordbruksmark och naturlig växtlighet.